# Laska Eskulapa
Laska Eskulapa (także laska Asklepiosa, łac. Aesculapius caducifer) – laska stanowiąca symbol medycyny (sztuki lekarskiej). 
W XVIII-wiecznej Anglii lekarz obdarzany największym autorytetem posiadał laskę zakończoną rękojeścią ze szczerego złota. Pierwszym lekarzem, który otrzymał tę laskę był John Radcliffe. Po nim laskę tę, razem z pacjentami i prestiżem, przejął Richard Mead. W sztuce jest zwykle przedstawiana w formie prostego kija z oplatającym go wężem (ze względu na linienie – „odradzanie się” – symbolizuje ciągłą samoodnowę życia, ozdrowienie, długowieczność, uzdrawianie).
Według mitologii greckiej i mitologii rzymskiej należała do atrybutów boga lekarzy, Asklepiosa (Eskulapa).